# Szczuczyn (województwo wielkopolskie)
Szczuczyn (pol. hist. Szczucino) – wieś w Polsce położona w województwie wielkopolskim, w powiecie szamotulskim, w gminie Szamotuły.

## Położenie
Wieś sołecka, położona 2 km na północ od Szamotuł.
Przez wieś przebiegają trasy rowerowych Szamotulskich pętli rowerowych:

- Szamotuły – Baborówko – Pamiątkowo – Lulinek – Górka – Ślepuchowo – Objezierze – Chrustowo – Sławienko – Ruks – Dołęga – Sycyn – Piotrkówko – Szczuczyn – Szamotuły
- Szamotuły – Szczuczyn – Twardowo - Lasy Kobylnickie - Brączewo - Rezerwat „Świetlista Dąbrowa” - Obrzycko - Słopanowo - Kobylniki - Gaj Mały – Szamotuły

## Historia
Miejscowość pierwotnie była związana z Wielkopolską. Istnieje co najmniej od pierwszej połowy XIV wieku i ma średniowieczną metrykę. Po raz pierwszy w źródłach historycznych odnotowana została w łacińskim dokumencie z 1391 jako „Sczuczino”, 1419 „Sczucino”, 1427 „Sczuczyno”, 1473 błędnie „Russyno”, 1495 „Szuczyno”, 1510 „Schczuczino”.
Początkowo była własnością szlachecką należącą do szlachty rodu Szczyczyńskich, którzy od nazwy wsi przyjęli odmiejscowe nazwisko, a później do Szamotulskich herbu Nałęcz, Górków herbu Łodzia, Borek-Gostyńskich, Łąckich. W 1434 miejscowość leżała w powiecie poznańskim, województwa poznańskiego w Koronie Królestwa Polskiego. W 1508 znajdowała się w parafii Szamotuły.
Okolice miejscowości były zasiedlone jednak już wcześniej niż odnotowały to zachowane zapisy historyczne. W pobliżu wsi archeolodzy odkryli ślady osady oraz fragmenty naczyń z XII–XIV wieku.
W 1390 Jan Szczyczyński prawdopodobnie związany ze Szczuczynem toczył proces z Michałem o 100 grzywien za klacze. W 1391 odnotowano Darka prawdopodobnie kmiecia ze Szczuczyna, który w towarzystwie innych kmieci był świadkiem w procesie sądowym. W 1419 Dobrogost Szamotulski zapisał Mikołajowi Peiserowi 14 grzywien czynszu ze Szczuczyna i Gaju. W 1434 zapisał także Janowi dziekanowi kapituły katedry gnieńsnieńskiej dwie kopy groszy czynszu ze Szczuczyna. W 1446 Dobrogost zapisał także Janowi Fafce mieszczaninowi poznańskiemu 21 grzywien czynszu na Szamotułach i Szczuczynie.
W 1420 odnotowano Wisław Szczuczyńskiego, a w 1422 jako świadka Wojsława Szczuczyńskiego. W latach 1427-1428 Jan kmieć szczuczyński toczył proces z Piotrem z Tulec, a także z Kobylina, dziekanem poznańskim. Jan miał powołać na świadka Szczedrzyka ze Szczedrzykowic, aby przysiągł, że jeździł wraz z Janem do Kuczkowa, ale Jan nie uzyskał tam sprawiedliwości. Piotr gotów był jednak przysiąc, że rozsądził w Kuczkowie sprawę Jana (łac. „sibi iusticiam coadiuvit alias prawa dopomogl”). W 1427 kmieć szczuczyński Jan toczył proces ze szlachcicem Stanisławem z Gowarzewa.
W 1468 odnotowano Jana Świdwę z Szamotuł, właściciela we wsi, wnuka Dobrogosta po synu Janie, który zapisał 8 grzywien czynszu ze Szczuczyna na rzecz altarii w katedrze poznańskiej. W 1493 Jan wykupił ten czynsz. W 1473 syn Dobrogosta Piotr z Szamotuł wykupił od Fafków czynsz zapisany w 1446, a od kanonika poznańskiego Sędziwoja z Soboty czynsz w wysokości 5 grzywien zapisany przez swego ojca Dobrogosta na Szczepankowie i Szczuczynie. W 1479 wojewoda poznański Andrzej Szamotulski syn kasztelana poznańskiego Piotra Świdwy Szamotulskiego został pozwany m.in. ze Szczuczyna. W 1496 Andrzej Szamotulski przekazał swojej córce Katarzynie połowę Szamotuł oraz przyległych wsi, a w tym m.in. Szczuczuno, na poczet jej przyszłego posagu.
W 1508 właścicielem we wsi był Wincenty Świdwa z Szamotuł syn Jana Szamotulskiego. W 1511 Katarzyna córka zmarłego wojewody poznańskiego Andrzeja z Szamotuł przekazała swemu mężowi wojewodzie poznańskiemu Łukaszowi II Górce połowę Szamotuł oraz przyległych wsi, a w tym m.in. Szczuczyno. W 1512 król polski Zygmunt I Stary zezwolił Łukaszowi, by dobra te zapisał swojej żonie Katarzynie w dożywocie. W 1545 Jan Świdwa Szamotulski, syn Wincentego, zapisał swojej żonie Elżbiecie Latalskiej posag oraz wiano na połowie Szamotuł wraz z przyległymi wsiami, a w tym m.in. na 1/4 Szczuczyna.
W 1567 Łukasz III Górka, wnuk Łukasza II Górki po synu Andrzeju I Górce, sprzedał z zastrzeżeniem prawa odkupu m.in. 1/4 Szczuczyna. W 1568 sprzedał z zastrzeżeniem prawa odkupu kasztelanowi santockiemu Mikołajowi Borkowi Gostyńskiemu połowę Szamotuł wraz z wsiami, a w tym m.in. z połową Szczuczyna. W 1568 odnotowano Wawrzyńca kmiecia szczuczyńskiego wuja dzieci zmarłego Jana Kucza z Szamotuł. W 1570 Jan Świdwa z Szamotuł, syn Jana, zapisał swojej żonie Katarzynie z Ostroroga posag oraz wiano na połowie Szamotuł wraz z wsiami, a w tym m.in. na 1/4 Szczuczyna. W 1576 sprzedał on także z zastrzeeniem prawa odkupu Mikołajowi Łąckiemu połowę młyna zwanego „Grabowiec” w Szczuczynie. W 1577 Jan Świdwa sprzedał z zastrzeżeniem prawa odkupu 1/4 Szczuczyna. W 1579 Stanisław Górka sprzedał Jakubowi Rokossowskiemu swoją część dóbr Szamotuły, a w tym m.in. połowę Szczuczyna.
Miejscowość odnotowały także historyczne rejestry podatkowe dzięki, którym znamy stosunki własnościowe we wsi. W 1469 Szczuczyn wymieniono wśród wsi, które nie zapłaciły podatków królewskich i nie dopuściły do ich egzekucji. W 1508 miał miejsce pobór podatków z 5 łanów, części należącej do wojewody kaliskiego Andrzeja Szamotulskiego. Z części Wincentego Świdwy pobrano natomiast podatki od 8 łanów. W 1510 odnotowano pobór od 5 łanów z części wojewody kaliskiego Andrzeja Szamotulskiego. W 1563 pobrano podatki z części kasztelana biechowskiego Jana Świdwy: od 10 łanów i młyna wodnego dorocznego o 3 kołach wodnych. W 1577 miał miejsce pobór z części Jana Świdwy. W 1580 pobrano podatki z części Jana Świdwy od 10 łanów, jednego komornika, jednego łana opuszczonego, a z części należącej do Jakuba Rokossowskiego od 5 łanów, dwóch zagrodników, dwóch komorników, dwóch zagród wójtowskich.
Wieś szlachecka Sczuczino położona była w 1580 roku w powiecie poznańskim województwa poznańskiego w Rzeczypospolitej Obojga Narodów. Wskutek II rozbioru Polski w 1793, miejscowość przeszła pod władanie Prus i jak cała Wielkopolska znalazła się w zaborze pruskim..
W latach 1975–1998 miejscowość położona była w województwie poznańskim.

## Obecnie
Istnieją tu rodzinne gospodarstwa rolne, specjalizujące się w hodowli trzody chlewnej. W centrum znajduje się mała kaplica z początku XX w.